# Game & Watch
Game & Watch este o serie de jocuri electronice portabile dezvoltate și comercializate de compania Nintendo din 1980 până în 1991. Consolele prezintă fiecare câte un joc și un ceas pe un ecran LCD, de unde le vine și numele. În total s-au vândut 43.4 milioane de copii ale jocurilor în întreaga lume. Au fost primele jocuri video Nintendo care să fi câștigat un succes major la nivel global. Personajele care apar în jocuri (cu unele excepții) poartă numele colectiv de Mr. Game and Watch.

## Istorie și design
Designerul de jocuri Gunpei Yokoi fusese șeful diviziei de cercetare și dezvoltare a Nintendo în anii 1970, proiectând jucării și jocuri până la criza petrolului din 1973, după care vânzările la aceste produse au scăzut. În același timp, primele console de jocuri video și aparate arcade fuseseră dezvoltate în Statele Unite, iar Nintendo s-a inspirat rapid din acest trend în Japonia. În timp ce călătorea cu un Shinkansen, Yokoi a văzut un om de afaceri plictisit jucându-se cu un calculator LCD apăsând butoanele. Apoi, Yokoi s-a gândit la o idee pentru un dispozitiv care are dublul rol de a fi un ceas și  o mașină de jocuri în miniatură în același timp. Mai târziu, a reușit să prezinte ideea președintelui Nintendo, Hiroshi Yamauchi, când Yamauchi l-a rugat să-l ducă cu mașina la o întâlnire de afaceri. Deși Yamauchi nu spusese nimic în timpul călătoriei, la întâlnirea la care mergea a fost prezent și CEO-ul Sharp Corporation, cei doi discutând și despre ideea lui Yokoi. În cursul săptămânii, Yokoi a fost invitat la o întâlnire între Nintendo și Sharp, fiindu-i dată permisiunea de a-și dezvolta conceptul.
Yokoi a proiectat comenzile pentru sistem pe baza succesului jocului arcade Donkey Kong de la Nintendo, încorporând un singur buton împreună cu un d-pad pentru mișcare. Acest lucru a dus la crearea Ball, care a devenit unul dintre primele hituri majore ale Nintendo. După succesul său, au fost dezvoltate și lansate mai multe variante ale consolei și va deveni principala inspirație pentru Game Boy, o consolă creată ulterior de Yokoi. Seria s-a încheiat în 1991 cu jocul „Mario the Juggler”.
Unitățile folosesc baterii baterii-buton LR4x/SR4x; Yokoi a optat pentru acestea pentru că erau mici și ieftine. Diverse modele au fost fabricate, unele având două ecrane și clapetă (seria Multi Screen). Game Boy Advance SP, Nintendo DS și Nintendo 3DS au reutilizat ulterior acest design.

## Listă de versiuni
| Numele jocului            | Anul lansării | Versiunea consolei    | Imagine                                    |
| ------------------------- | ------------- | --------------------- | ------------------------------------------ |
| Ball (Toss-Up)            | 1980          | Silver                |                                            |
| Flagman                   | 1980          | Silver                | Game and Watch - FLAGMAN                   |
| Vermin (The Exterminator) | 1980          | Silver                | Vermin - Game&Watch - Nintendo             |
| Fire                      | 1980          | Silver                | Game & Watch Fire Wide Screen              |
| Judge                     | 1980          | Silver                | JudgeGameandWatch                          |
| Manhole                   | 1981          | Gold                  | Manhole - Game&Watch - Nintendo            |
| Helmet                    | 1981          | Gold                  |                                            |
| Lion                      | 1981          | Gold                  |                                            |
| Parachute                 | 1981          | Wide Screen           | Game and watch parachute                   |
| Octopus                   | 1981          | Wide Screen           | Octopus - Game&Watch - Nintendo            |
| Popeye                    | 1981          | Wide Screen           |                                            |
| Chef                      | 1981          | Wide Screen           | Chef - Game&Watch - Nintendo               |
| Mickey Mouse              | 1981          | Wide Screen           | Mikey Mouse - Game & Watch - Nintendo      |
| Egg                       | 1981          | Wide Screen           |                                            |
| Fire                      | 1981          | Wide Screen           | Game & Watch Fire Wide Screen              |
| Turtle Bridge             | 1982          | Wide Screen           | 171021 NintnedoGame&Watch TrutlBridge      |
| Fire Attack               | 1982          | Wide Screen           | Fire Attack                                |
| Snoopy Tennis             | 1982          | Wide Screen           | Game & Watch WS- Snoopy Tennis             |
| Oil Panic                 | 1982          | Vertical Multi Screen |                                            |
| Donkey Kong               | 1982          | Vertical Multi Screen |                                            |
| Mickey & Donald           | 1982          | Vertical Multi Screen |                                            |
| Green House               | 1982          | Vertical Multi Screen |                                            |
| Donkey Kong 2             | 1983          | Vertical Multi Screen |                                            |
| Mario Bros.               | 1983          | Vertical Multi Screen |                                            |
| Rain Shower               | 1983          | Vertical Multi Screen |                                            |
| Lifeboat                  | 1983          | Vertical Multi Screen |                                            |
| Pinball                   | 1983          | Vertical Multi Screen |                                            |
| Black Jack                | 1985          | Vertical Multi Screen |                                            |
| Squish                    | 1986          | Vertical Multi Screen |                                            |
| Bomb Sweeper              | 1987          | Vertical Multi Screen |                                            |
| Safebuster                | 1988          | Vertical Multi Screen |                                            |
| Gold Cliff                | 1988          | Vertical Multi Screen | Gold Cliff                                 |
| Zelda                     | 1989          | Vertical Multi Screen | Game & Watch - Zelda                       |
| Donkey Kong Jr.           | 1982          | New Wide Screen       |                                            |
| Mario's Cement Factory    | 1983          | New Wide Screen       |                                            |
| Manhole                   | 1983          | New Wide Screen       |                                            |
| Tropical Fish             | 1985          | New Wide Screen       |                                            |
| Super Mario Bros.         | 1988          | New Wide Screen       |                                            |
| Climber                   | 1988          | New Wide Screen       |                                            |
| Balloon Fight             | 1988          | New Wide Screen       |                                            |
| Mario the Juggler         | 1991          | New Wide Screen       |                                            |
| Donkey Kong Jr.           | 1983          | Table Top             |                                            |
| Mario's Cement Factory    | 1983          | Table Top             |                                            |
| Snoopy                    | 1983          | Table Top             |                                            |
| Popeye                    | 1983          | Table Top             |                                            |
| Snoopy                    | 1983          | Panorama              |                                            |
| Popeye                    | 1983          | Panorama              |                                            |
| Donkey Kong Jr.           | 1983          | Panorama              |                                            |
| Mario's Bombs Away        | 1983          | Panorama              |                                            |
| Mickey Mouse              | 1984          | Panorama              |                                            |
| Donkey Kong Circus        | 1984          | Panorama              |                                            |
| Spitball Sparky           | 1984          | Super Color           |                                            |
| Crab Grab                 | 1984          | Super Color           |                                            |
| Boxing (Punch Out)        | 1984          | Micro Vs.             |                                            |
| Donkey Kong 3             | 1984          | Micro Vs.             |                                            |
| Donkey Kong Hockey        | 1984          | Micro Vs.             | Donkey Kong Hockey - Game&Watch - Nintendo |
| Super Mario Bros.         | 1986          | Crystal Screen        |                                            |
| Climber                   | 1986          | Crystal Screen        |                                            |
| Balloon Fight             | 1986          | Crystal Screen        |                                            |